# Amy Ambatobe Nyongolo
Amy Ambatobe Nyongolo (né à Nundu le 24 février 1975) est un homme politique de la République démocratique du Congo et député national, élu de la circonscription de Fizi dans la province du Sud-Kivu,,,,,.

## Biographie
Army Ambatobe est né à Nundu le 24 février 1975. Il est élu député national au compte du groupement politique MIP, dans le territoire de Fizi au Sud-Kivu.
Il est Ministre de l'environnement et du développement durable au sein du gouvernement Tshibala.